# Lee (品牌)
Lee是一個牛仔褲的品牌，1889年成立於美國堪薩斯州的薩林納，目前總部設於堪薩斯城，由Kontoor Brands Inc經營。

## 外部連結
- （英文）Lee Official Site （页面存档备份，存于）